# Saison 2016-2017 de l'AS Monaco FC
Maillots
Chronologie
Saison précédente Saison suivante
La saison 2016-2017 de l'AS Monaco est la cinquante-huitième saison du club en première division du championnat de France, la quatrième saison consécutive au sein de l'élite du football français. Cette saison est particulièrement importante dans l'histoire de l'AS Monaco, puisque le club remporte le titre de champion de France, titre qui lui échappe depuis 2000, le huitième de l'histoire du club princier.
Leonardo Jardim, entraîneur de 42 ans reconnu par ses pairs et la presse spécialisée en fin de saison, est à la tête du staff monégasque lors de cette saison. Au club depuis trois saisons, il a mis en place une tactique portée vers l'offensive sur un 4-4-2 et s'appuie sur un centre de formation performant qui a permis l'éclosion d'une génération ayant remporté la Coupe Gambardella 2015-2016, parmi laquelle figure Kylian Mbappé ainsi que sur des joueurs d'expérience comme Kamil Glik arrivé lors de l'inter-saison ou encore Danijel Subašić, Nabil Dirar et Andrea Raggi présents au club depuis 2013 et la remontée en Ligue 1. De plus, il peut compter sur une cellule de recrutement performante, qui a réussi à faire signer des joueurs tels que Benjamin Mendy ou Thomas Lemar qui ont explosé aux yeux du grand public lors de cette saison.
Ce parcours exceptionnel pour le club fait suite à trois saisons qui avaient déjà enthousiasmé les supporteurs, puisque les monégasques avaient atteint un quart de finale de Ligue des champions deux ans plus tôt ainsi qu'une stabilité sur le podium de première division synonyme de qualification européenne, depuis leur retour dans l'élite du football.
L'AS Monaco va d’abord occuper la première place du championnat lors de la 4e journée, puis s'empare définitivement de cette dernière lors de la 20e journée et l'obtention du titre lors du match en retard de la 31e journée, joué avant la 38e et dernière journée qui clôt la saison. Parallèlement, le club réalise un parcours prodigieux en Ligue des champions, éliminé lors des demis de finale par l’expérimentée équipe de la Juventus Turin, et s'incline en finale et demi-finale respectivement de la Coupe de la ligue  et de la Coupe de France contre le Paris Saint-Germain.

## Avant-saison

### Championnat d'Europe en France

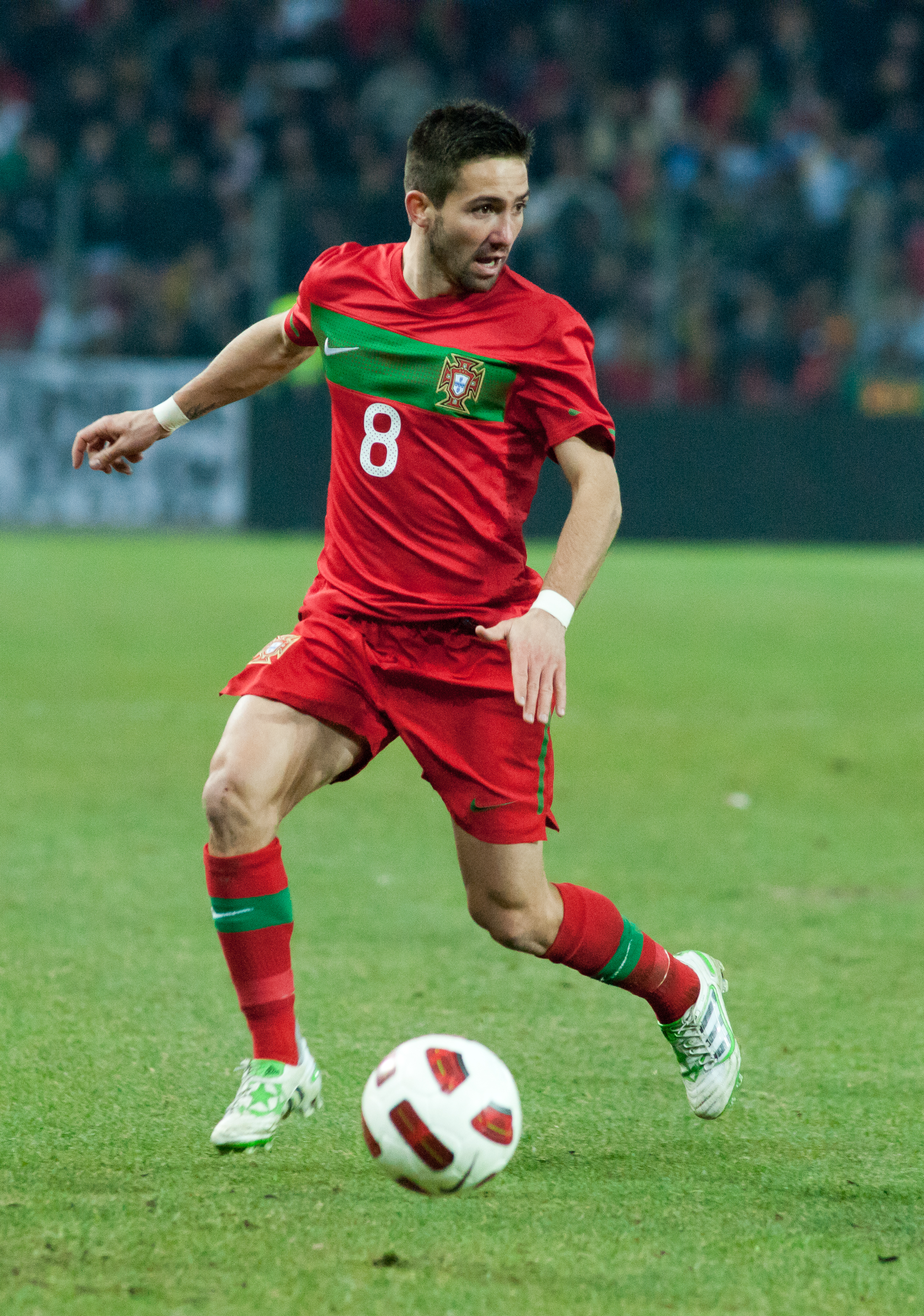
João Moutinho fait partie du groupe portugais lors de la victoire à l'Euro 2016.

La saison 2016-2017 débute après le Championnat d'Europe de football 2016, qui a lieu en France du 10 juin au 10 juillet 2016. L'équipe de France de football, emmenée par le sélectionneur Didier Deschamps, y participe pour la neuvième fois de son histoire et la septième fois d'affilée depuis l'édition 1992. Le sélectionneur dévoile la liste des bleus le 12 mai, aucun monégasque n'y figure dedans.
En revanche, d'autres joueurs internationaux de l'AS Monaco ont l'occasion de participer à cette compétition, parmi lesquels figure les portugais Ricardo Carvalho et João Moutinho et le croate Danijel Subašić, ce dernier est le seul joueur monégasque à avoir disputé tous les matchs de sa sélection en étant titulaire. La Croatie partage le même groupe que l'Espagne, vainqueur des deux dernières éditions du championnat d'Europe (en 2008 et 2012) ainsi que de la République tchèque et de la Turquie. Danijel Subašić va s'illustrer lors de ces confrontations en arrêtant notamment un penalty décisif lors du match face aux Espagnols et ainsi être un des grands artisans à la conquête de la première place du groupe synonyme de qualification pour les huitièmes de finale de la compétition où elle se fera éliminer par les portugais.
La troisième édition du Championnat d'Europe sur le sol français se solde par le premier sacre de l'équipe du Portugal dans la compétition, la Seleção l'emportant sur l'équipe de France par un but à zéro après prolongation.

### Objectif du club
Les dernières saisons qui précèdent l'exercice 2016-2017 ont vu une stabilité constante de l'équipe princière en championnat, en termes de classement, sur le podium de l'élite française. La 3e place acquise la saison passée n'a toutefois pas satisfait le vice-président de l'AS Monaco Vadim Vasilyev qui confirme malgré tout sur le banc Leonardo Jardim alors que des rumeurs sur un possible licenciement du coach portugais se multiplient.

« Leonardo Jardim conserve notre confiance pour mener ce projet. Nous avons analysé, écouté ses idées. Nous pensons qu'il faut faire le choix de la stabilité et de la continuité. Leonardo Jardim a montré son envie, son ambition. Il est prêt à 200%. Nous avons validé son projet. L'important, c'est l'avenir. »

— Vadim Vasilyev, le 4 juin 2016
Évoquant la saison à venir, ce dernier ajoute :

« Monaco aura une équipe "plus forte", le plus important c'est la deuxième place et un trophée. »

— Vadim Vasilyev, le 4 juin 2016

### Transferts

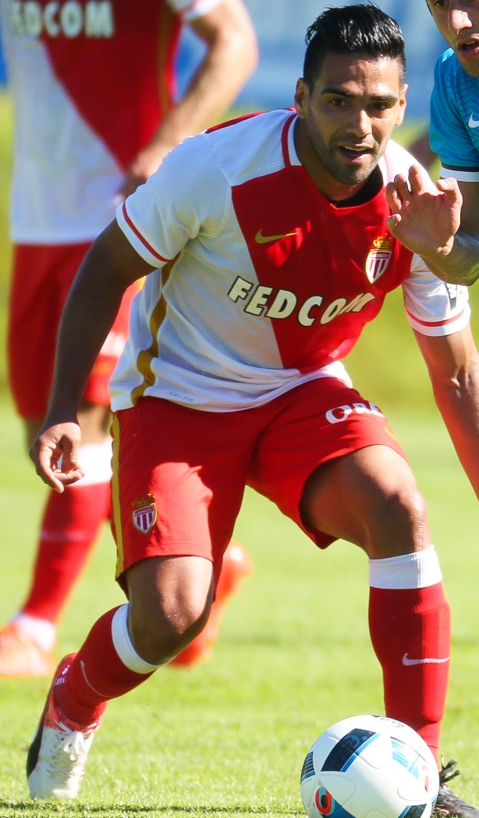
Prêté ces deux dernières saisons en Angleterre, Radamel Falcao fait son retour en attaque.

#### Mercato estival
Radamel Falcao, prêté la saison dernière à Chelsea, confirme son retour au sein du club monégasque pour la saison prochaine dans une interview sur sa chaîne YouTube. Le latéral gauche Benjamin Mendy quitte Marseille pour rejoindre le club le 22 juin. Le joueur de Nancy Youssef Aït Bennasser signe un contrat de cinq saisons avec l'AS Monaco avant de repartir en prêt pour le club lorrain. Après un formidable euro avec la sélection polonaise où il est titulaire indiscutable, le défenseur Kamil Glik rejoint la principauté le 4 juillet et est suivi quatre jours plus tard par le latéral droit de Lille Djibril Sidibé. Le gardien italien Morgan De Sanctis s'engage pour une saison
Adrien Bongiovanni signe son premier contrat professionnel, tout comme Ruben Vinagre, Yhoan Andzouana, Guévin Tormin, Tristan Muyumba Nkita et Irvin Cardona.
Du côté des départs, Paul Nardi, Rony Lopes et Gil Dias sont respectivement prêtés à Rennes à Lille et à Rio Ave tandis que Jessy Pi signe à Toulouse, Dylan Bahamboula rejoint Dijon, Lacina Traoré part en prêt au CSKA Moscou, Edgar Salli s'engage à Nuremberg, Allan Saint-Maximin est prêté au SC Bastia, Ilyes Chaibi est prêté quant à lui à l'AC Ajaccio. Jérémy Toulalan sous contrat jusqu'en 2017 demande au club d'être libéré de sa dernière année de contrat puis s'engage en faveur de Bordeaux. Ricardo Carvalho n'est pas prolongé. Le brésilien Vagner Love s'engage à Alanyaspor le 30 août et est suivi le lendemain par Marcel Tisserand qui s'en va pour Ingolstadt, Ivan Cavaleiro qui file vers Wolverhampton ainsi que des prêts de Raphaël Diarra, Tafsir Chérif, Jonathan Mexique, Ruben Vinagre, Elderson Echiejile et Farès Bahlouli respectivement au Cercle Bruges, à Rio Ave, au Red Star, à l'Académica de Coimbra et au Standard de Liège,.

#### Mercato hivernal
L'AS Monaco va de nouveau prêter Paul Nardi, Mehdi Beneddine et Tafsir Chérif cette fois au Cercle Bruges. Franco Antonucci va signer en faveur du club le 18 janvieret Corentin Jean part en prêt à Toulouse alors que Elderson Echiejile fait son retour de prêt.
Le latéral gauche brésilien Jorge s'engage à Monaco.
Enfin, lors du dernier jour du mercato, Adama Traoré part en prêt au Rio Ave, Lacina Traoré et Elderson Echiejile partent aussi en prêt au Sporting Gijon, Quentin Ngakoutou est prêté à l'Union Saint-Gilloise et Farès Bahlouli quitte définitivement Monaco pour rejoindre Lille.

## Compétitions

### Championnat
La Ligue 1 2016-2017 est la soixante-dix-neuvième édition du Championnat de France de football et la quinzième sous l'appellation « Ligue 1 ». L'épreuve est disputée par vingt clubs réunis dans
un seul groupe et se déroulant par matches aller et retour, soit une série de trente-huit rencontres. Les meilleurs de ce championnat se qualifient pour les coupes d'Europe, les trois premiers en Ligue des champions et le quatrième en Ligue Europa. À l'inverse, les deux derniers de la compétition sont rétrogradés à l'échelon inférieur en Ligue 2 et le 18e joue un barrage contre le 3e de la division inférieure.

#### Classement
| Rang | Équipe                      | Pts | J  | G  | N  | P  | Bp  | Bc | Diff | Qualification ou relégation                                                     |
| ---- | --------------------------- | --- | -- | -- | -- | -- | --- | -- | ---- | ------------------------------------------------------------------------------- |
| 1    | AS Monaco                   | 95  | 38 | 30 | 5  | 3  | 107 | 31 | +76  | Qualification pour la phase de groupes de la Ligue des champions                |
| 2    | Paris Saint-Germain T S L C | 87  | 38 | 27 | 6  | 5  | 83  | 27 | +56  | Qualification pour la phase de groupes de la Ligue des champions                |
| 3    | OGC Nice                    | 78  | 38 | 22 | 12 | 4  | 63  | 36 | +27  | Qualification pour le troisième tour de qualification de la Ligue des champions |
| 4    | Olympique lyonnais          | 67  | 38 | 21 | 4  | 13 | 77  | 48 | +29  | Qualification pour la phase de groupes de la Ligue Europa                       |
| 5    | Olympique de Marseille      | 62  | 38 | 17 | 11 | 10 | 57  | 41 | +16  | Qualification pour le troisième tour de qualification de la Ligue Europa        |

### Coupe de France
La coupe de France 2016-2017 est la 100e édition de la coupe de France, une compétition à élimination directe mettant aux prises les clubs de football amateurs et professionnels à travers la France métropolitaine et les DOM-ROM. Elle est organisée par la FFF et ses ligues régionales.
En trente-deuxièmes de finale de la coupe de France, l'AS Monaco reçoit les corses de l'AC Ajaccio, pensionnaire de Ligue 2. Jardim aligne une équipe composée avec la plupart de joueurs en manque de temps de jeu. Les monégasques disposent des visiteurs et obtiennent la qualification à la suite de sa victoire deux buts à un.
Au tour suivant, Monaco hérite du FC Chambly équipe de National, le 3e échelon du football français. L'équipe asémiste très remaniée s'est défaite avec beaucoup de mal du club picard, match remporté, après prolongations, 4-5.

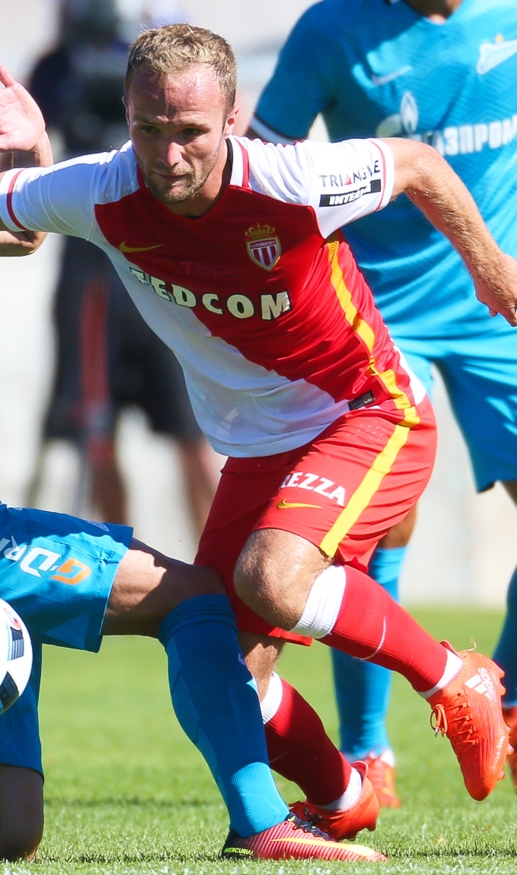
Valère Germain est le meilleur buteur du club cette saison en Coupe de France avec trois réalisations.

En huitièmes de finale, l'AS Monaco se déplace au Vélodrome, le stade de l'Olympique de Marseille, qui a déjà remporté dix fois la coupe de France. Au terme d'un match fou, remporté après prolongation 3-4 et qui a vu la grande performance de Benjamin Mendy face à son ancien club, Monaco décroche son ticket pour les quarts de finale de la compétition.
Le tirage au sort des quarts de finale voit l'AS Monaco recevoir les nordistes de Lille. C'est avec encore une fois une équipe très remaniée que les monégasques viennent à bout des lillois sur le score de deux buts à un.
En demi-finale, le Paris Saint-Germain reçoit l'AS Monaco au Parc des Princes. C'est avec une équipe largement remaniée au vu des échéances en Ligue des Champions à venir que le club princier va subir une large défaite logique 5-0.

### Coupe de la Ligue
La Coupe de la Ligue 2016-2017 est la 23e édition de la Coupe de la Ligue, compétition à élimination directe organisée par la Ligue de football professionnel (LFP) depuis 1994, qui rassemble uniquement les clubs professionnels de Ligue 1, Ligue 2 et National. Depuis 2009, la LFP a instauré un nouveau format de coupe plus avantageux pour les équipes qualifiées pour une coupe d'Europe.
En terminant troisième du dernier championnat, Monaco est tête de série lors des tirages au sort et débute directement la compétition en huitièmes de finale. L'ASM reçoit Rennes, qui a éliminé au tour précédent le FC Lorient. Grâce à un Kylian Mbappé des grands soirs, auteur d'un triplé, les asémistes s'imposent largement et facilement 7-0.
Pour les quarts de finale, le club princier se rend au Stade Auguste-Bonal, antre du FC Sochaux. L'AS Monaco encaisse un but dès la quinzième minute de jeu par Faneva Andriatsima mais va égaliser en toute fin de match grâce à son milieu portugais João Moutinho puis se qualifier aux tirs au but.
En demi-finale, Monaco est l'hôte de l'AS Nancy. Au terme d'un match peu enthousiasmant, les monégasques décrochent la qualification pour la finale de la coupe grâce à une victoire un but à zéro marqué par le colombien Radamel Falcao à la suite d'une erreur d'appréciation du gardien Guy Roland Ndy Assembe.
La finale oppose l'AS Monaco au Paris Saint-Germain déjà vainqueur des trois dernières éditions de la coupe (En 2014, 2015 et 2016). Julian Draxler va ouvrir le score pour les parisiens avant que Thomas Lemar égalise. Angel Di Maria et Edinson Cavani par deux fois vont marquer les trois autres buts de la rencontre. L'ASM s'incline 4-1 et voit le PSG remporter sa 4e victoire de suite dans cette compétition.

### Ligue des champions
La Ligue des champions 2016-2017 est la 62e édition de la Ligue des champions, la plus prestigieuse des compétitions européennes inter-clubs. Elle est divisée en deux phases, une phase de groupes, qui consiste en huit mini-championnats de quatre équipes par groupe, les deux premiers poursuivant la compétition et le troisième étant repêché en seizièmes de finale de la Ligue Europa.

#### Parcours en Ligue des champions

##### Phase de groupe
| Rang | Équipe           | Pts | J | G | N | P | Bp | Bc | Diff |  | Résultats (▼ dom., ► ext.) |     |     |     |     |
| ---- | ---------------- | --- | - | - | - | - | -- | -- | ---- |  | -------------------------- | --- | --- | --- | --- |
| 1    | AS Monaco        | 11  | 6 | 3 | 2 | 1 | 9  | 7  | +2   |  | AS Monaco                  |     | 1-1 | 2-1 | 3-0 |
| 2    | Bayer Leverkusen | 10  | 6 | 2 | 4 | 0 | 8  | 4  | +4   |  | Bayer Leverkusen           | 3-0 |     | 0-0 | 2-2 |
| 3    | Tottenham        | 7   | 6 | 2 | 1 | 3 | 6  | 6  | 0    |  | Tottenham                  | 1-2 | 0-1 |     | 3-1 |
| 4    | CSKA Moscou      | 3   | 6 | 0 | 3 | 3 | 5  | 11 | -6   |  | CSKA Moscou                | 1-1 | 1-1 | 0-1 |     |

#### Coefficient UEFA
| Rang 2017 | Rang 2016 | Évolution | Club         | 2012-2013 | 2013-2014 | 2014-2015 | 2015-2016 | 2016-2017 | Coefficient |
| --------- | --------- | --------- | ------------ | --------- | --------- | --------- | --------- | --------- | ----------- |
| 29        | 58        | + 29      | AS Monaco FC | 2,350     | 1,700     | 23,183    | 7,216     | 27,883    | 62,333      |

### Statistiques individuelles
(Mis à jour le 30 juin 2018, les joueurs dont le nom est suivi d'une * ont quitté le club au cours de la saison.)
| Numéro | Nat. | Nom         | Championnat | Championnat | Ligue des champions | Ligue des champions | Coupe de France | Coupe de France | Coupe de la Ligue | Coupe de la Ligue | Total | Total       |
| Numéro | Nat. | Nom         | M.j.        | But inscrit | M.j.                | But inscrit         | M.j.            | But inscrit     | M.j.              | But inscrit       | M.j.  | But inscrit |
| ------ | ---- | ----------- | ----------- | ----------- | ------------------- | ------------------- | --------------- | --------------- | ----------------- | ----------------- | ----- | ----------- |
| 18     |      | Germain     | 36          | 10          | 12+4                | 2+2                 | 5               | 3               | 3                 | 0                 | 60    | 17          |
| 10     |      | Silva       | 37          | 8           | 11+4                | 2+1                 | 3               | 0               | 3                 | 0                 | 58    | 11          |
| 2      |      | Fabinho     | 37          | 9           | 10+4                | 1+2                 | 4               | 0               | 1                 | 0                 | 56    | 12          |
| 27     |      | Lemar       | 34          | 9           | 12+4                | 2+0                 | 2               | 2               | 3                 | 1                 | 55    | 14          |
| 1      |      | Subašić     | 36          | 0           | 11+3                | 0                   | 0               | 0               | 4                 | 0                 | 54    | 0           |
| 5      |      | Jemerson    | 34          | 2           | 11+4                | 0                   | 2               | 0               | 3                 | 0                 | 54    | 2           |
| 25     |      | Glik        | 36          | 6           | 10+3                | 1+0                 | 1               | 1               | 3                 | 0                 | 53    | 8           |
| 8      |      | Moutinho    | 31          | 2           | 11+2                | 0                   | 4               | 0               | 4                 | 1                 | 52    | 3           |
| 14     |      | Bakayoko    | 32          | 2           | 10+4                | 1+0                 | 1               | 0               | 4                 | 0                 | 51    | 3           |
| 19     |      | Sidibé      | 29          | 2           | 9+3                 | 1+0                 | 2               | 0               | 4                 | 0                 | 47    | 3           |
| 29     |      | Mbappé      | 29          | 15          | 9                   | 6                   | 3               | 2               | 3                 | 3                 | 44    | 26          |
| 9      |      | Falcao      | 29          | 21          | 8+2                 | 5+2                 | 2               | 1               | 2                 | 1                 | 43    | 30          |
| 23     |      | Mendy       | 25          | 0           | 7+3                 | 0                   | 2               | 1               | 2                 | 0                 | 39    | 1           |
| 24     |      | Raggi       | 14          | 0           | 11+4                | 0                   | 5               | 0               | 3                 | 0                 | 37    | 0           |
| 7      |      | Dirar       | 18          | 1           | 7+4                 | 0                   | 2               | 0               | 2                 | 0                 | 33    | 1           |
| 11     |      | Carrillo    | 19          | 7           | 5+3                 | 0                   | 2               | 1               | 2                 | 0                 | 31    | 8           |
| 38     |      | Touré       | 15          | 0           | 5+0                 | 0                   | 3               | 0               | 4                 | 0                 | 27    | 0           |
| 35     |      | N'Doram     | 11          | 0           | 1                   | 0                   | 2               | 0               | 2                 | 0                 | 16    | 0           |
| 26     |      | Boschilia   | 11          | 6           | 2                   | 0                   | 2               | 0               | 1                 | 2                 | 16    | 8           |
| 34     |      | Diallo      | 5           | 0           | 1+0                 | 0                   | 4               | 0               | 1                 | 0                 | 11    | 0           |
| 16     |      | De Sanctis  | 1           | 0           | 1+1                 | 0                   | 5               | 0               | 0                 | 0                 | 8     | 0           |
| 20     |      | Traoré*     | 5           | 2           | 1                   | 0                   | 0               | 0               | 1                 | 0                 | 7     | 2           |
| 33     |      | Cardona     | 3           | 0           | 0                   | 0                   | 3               | 0               | 1                 | 0                 | 7     | 0           |
| 6      |      | Jorge       | 2           | 1           | 0                   | 0                   | 3               | 0               | 0                 | 0                 | 5     | 1           |
| 28     |      | Jean*       | 2           | 0           | 1+0                 | 0                   | 0               | 0               | 2                 | 1                 | 5     | 1           |
| 17     |      | Cavaleiro*  | 2           | 0           | 0+1                 | 0                   | 0               | 0               | 0                 | 0                 | 3     | 0           |
| 40     |      | Badiashile  | 1           | 0           | 0+1                 | 0                   | 0               | 0               | 0                 | 0                 | 2     | 0           |
| 30     |      | Sy          | 1           | 0           | 0                   | 0                   | 0               | 0               | 0                 | 0                 | 1     | 0           |
| 32     |      | Tisserand*  | 1           | 0           | 0                   | 0                   | 0               | 0               | 0                 | 0                 | 1     | 0           |
| 41     |      | Andzouana   | 0           | 0           | 0                   | 0                   | 1               | 0               | 0                 | 0                 | 1     | 0           |
| 43     |      | Beaulieu    | 0           | 0           | 0                   | 0                   | 1               | 0               | 0                 | 0                 | 1     | 0           |
| 44     |      | Bongiovanni | 0           | 0           | 0                   | 0                   | 1               | 0               | 0                 | 0                 | 1     | 0           |
| 45     |      | Dabila      | 0           | 0           | 0                   | 0                   | 1               | 0               | 0                 | 0                 | 1     | 0           |
| 46     |      | Mbaé        | 0           | 0           | 0                   | 0                   | 1               | 0               | 0                 | 0                 | 1     | 0           |
| 45     |      | Nguinda     | 0           | 0           | 0                   | 0                   | 1               | 0               | 0                 | 0                 | 1     | 0           |
| 21     |      | Echiéjilé*  | 0           | 0           | 0                   | 0                   | 0               | 0               | 0                 | 0                 | 0     | 0           |
| 33     |      | Tirard      | 0           | 0           | 0                   | 0                   | 0               | 0               | 0                 | 0                 | 0     | 0           |

### Feuilles de matchs
1. ↑  « Monaco - Ajaccio (Coupe de France) », sur asmonaco.com (consulté le 19 mai 2017).
2. ↑  « Chambly - Monaco (Coupe de France) », sur asmonaco.com (consulté le 19 mai 2017).
3. ↑  « Marseille - Monaco (Coupe de France) », sur asmonaco.com (consulté le 19 mai 2017).
4. ↑  « Monaco - Lille (Coupe de France) », sur asmonaco.com (consulté le 19 mai 2017).
5. ↑  « Paris - Monaco (Coupe de France) », sur asmonaco.com (consulté le 19 mai 2017).
6. ↑  « Monaco - Rennes (Coupe de la Ligue) », sur asmonaco.com (consulté le 19 mai 2017).
7. ↑  « Sochaux - Monaco (Coupe de la Ligue) », sur asmonaco.com (consulté le 19 mai 2017).
8. ↑  « Monaco - Nancy (Coupe de la Ligue) », sur asmonaco.com (consulté le 19 mai 2017).
9. ↑  « Monaco - Paris SG (Coupe de la Ligue) », sur asmonaco.com (consulté le 19 mai 2017).